# Christiane Lanzke
Christiane Lanzke   (Potsdam, 15 de març de 1947 - 2005) fou una saltadora i actriu alemanya.
En el seu palmarès destaca una medalla de plata en la prova del salt de trampolí de 3 metres del Campionat d'Europa de natació de 1962. El 1964 va prendre part en els Jocs Olímpics d'Estiu de Tòquio, on disputà dues proves del programa de salts. Fou cinquena en la prova de palanca i desena en la del trampolí de 3 metres.
Una lesió a l'espatlla la va obligar a retirar-se de les competicions el 1966. El mateix any va començar la seva carrera com a actriu interpretant el paper principal d'una saltadora a la pel·lícula Das Mädchen auf dem Brett. Malgrat la lesió, va realitzar tots els salts de la pel·lícula. Més tard va estudiar interpretació a l'Escola Alemanya de Cinema de Potsdam i va treballar a l'escenari a Halle i Greifswald. També va fer petits papers a les pel·lícules Unterwegs zu Lenin (1970), Tscheljuskin (1970), Du und ich und Klein-Paris (1970), Mein lieber Robinson (1971) i Der Mann, der nach der Oma kam (1971).
Lanzke va morir ofegada al mar Bàltic prop de Rostock el 2005.